# Prati e foreste rade della Kamčatka e delle Curili
L'ecoregione dei prati e foreste rade della Kamčatka e delle Curili (codice ecoregione: PA0603) copre le regioni costiere della penisola della Kamčatka, le isole Curili settentrionali e le isole del Commodoro nell'Estremo Oriente russo. La regione è caratterizzata da foreste rade di betulla di Erman (Betula ermanii) e da vasti prati di erba alta. È situata nell'ecozona paleartica e appartiene al bioma delle foreste boreali/taiga; il clima è continentale umido con estati fredde. Copre una superficie di 146400 km².

## Geografia
Le coste della Kamčatka sono relativamente piatte e raffreddate dalla corrente fredda del mare di Ochotsk a ovest e dalla corrente della Kamčatka orientale che scorre lungo il lato orientale della penisola, bagnato dal mare di Bering. L'ecoregione comprende anche parte delle isole Curili, il festone di isole che si allunga per 800 km dalla penisola, fino all'isola di Urup a sud. Le isole del Commodoro si trovano 175 km a est della parte centrale della penisola, nel mare di Bering. La regione è vulcanica e il terreno è costituito da andisol (suolo nero vulcanico).

## Clima
Il clima della regione è per lo più del tipo subartico senza stagione secca (Dfc e Dsc secondo la classificazione dei climi di Köppen), caratterizzato da estati miti o fredde e inverni freddi e nevosi con influenze oceaniche.
Al di sotto dei 57 gradi nord, dove le temperature sono relativamente più alte, termina la zona del permafrost. Le precipitazioni possono raggiungere i 2500 mm annui, valori particolarmente elevati se paragonati alle minime di 450 mm della valle centrale della penisola, dove le catene montuose forniscono una certa protezione.

## Flora
Le principali comunità floristiche sono foreste nane (soprattutto di ontano e pino nano siberiano), foreste rade (di betulla di Ermin e betulla bianca giapponese), tundra (di muschi, licheni e arbusti) e prati. Tra le specie erbacee più comuni ricordiamo il senecione delle Aleutine (Jacobaea cannabifolia) e la Filipendula camschatica.

## Fauna
L'area è nota per la sua numerosissima popolazione di orsi bruni (Ursus arctos; oltre 15000 esemplari) e per le estese reti di torrenti che costituiscono terreni di riproduzione dei salmoni. Gli scienziati hanno registrato ben 104 specie di pesci nella sola area di Kronockij e l'inventario delle specie non è stato ancora terminato. Tra le specie marine che si incontrano lungo la costa vi sono ghiozzi, exagrammidi, merlani, aringhe e pianuzze. Tra i salmoni migratori qui presenti ricordiamo il salmone gobbo (Oncorhynchus gorbuscha), il salmone cane (O. keta) e il salmone argentato (O. kisutch). Le coste impervie costituiscono importanti punti di ritrovo per gli uccelli marini coloniali, soprattutto per quelli che svernano nella regione. Altri mammiferi importanti qui presenti sono la renna (Rangifer tarandus), lo zibellino (Martes zibellina; oggi protetto a Kronockij), il lupo (Canis lupus) e la lontra marina (Enhydra lutris).
Le coste della Kamčatka sono uno dei siti di nidificazione del gambecchio becco a spatola (Calidris pygmaea), sull'orlo dell'estinzione.

## Aree protette
Tra le aree protette della regione ricordiamo:
- la già citata riserva naturale Kronockij, una «riserva naturale integrale» (zapovednik) di classe Ia IUCN, situata nella parte sud-est della Kamčatka (11421 km²);
- la riserva naturale delle isole del Commodoro, un'altra «riserva naturale integrale» (zapovednik) di classe Ia IUCN ad est della penisola della Kamčatka (36648 km²);[8]
- il santuario della Kamčatka meridionale, un'area protetta all'estremità meridionale della penisola (3320 km²).[9]

La riserva Kronockij è stata anche dichiarata riserva della biosfera nell'ambito del Programma sull'uomo e la biosfera (MAB).